# The Salt Lake Tribune
The Salt Lake Tribune est un journal quotidien publié à Salt Lake City. Le journal est fondé en 1870 sous le nom de The Mormon Tribune.

## Histoire

### Fondation
Le journal est fondé sous le nom The Mormon Tribune en 1870 par William Godbe, Elias L.T. Harrison et Edward W. Tullidge, en réaction aux positions économiques et politiques de l'Église mormone. Un an plus tard, la publication change de nom et devient Salt Lake Daily Tribune and Utah Mining Gazette, rapidement raccourci en Salt Lake Tribune.
L'entreprise est rachetée en 1873 par trois hommes d'affaires kansasais Frederic Lockley, George F. Prescott et A.M. Hamilton, qui en font un journal anti-mormon qui soutient le Parti libéral (en) local.

### Époque Kearns
En 1901, le catholique Thomas Kearns, tout juste élu sénateur, rachète secrètement le journal avec son partenaire David Keith. Ils atténuent les connotations anti-mormones du journal pour maintenir de bonnes relations avec la législature locale, principalement mormone, qui avait élu Kearns au Sénat.
John F. Fitzpatrick devient l'éditeur du journal en 1924, et entame sept décennies de bonnes relations avec l'Église mormone.

### Multiples rachats
La famille Kearns est l'actionnaire majoritaire jusqu'en 1997, quand la société fusionne avec Tele-Communications Inc. (TCI). Après l'acquisition de TCI par AT&T, la famille Kearns fait valoir son accord de rachat et, sous la pression de l'Eglise mormone, pousse AT&T à vendre la Tribune à MediaNews Group en 2000.
En 2002, des employés du journal vendent des informations concernant l'enlèvement d'Elizabeth Smart au National Enquirer. L'éditeur de la Tribune James Shelledy démissionne à la suite du scandale, et deux journalistes sont démis de leurs fonctions.
Après sa banqueroute de 2010, MediaNews Group perd le contrôle de la publication, qui est rachetée par le fonds de pension Alden Global Capital. En 2016, le journal est racheté par Huntsman Family Investments, LLC, une entreprise contrôlée par le frère de l'ancien gouverneur de l'Utah et ambassadeur Jon Huntsman, Jr..

### Pulitzer et association à but non lucratif
En 2017, la Tribune est récompensée par le Prix Pulitzer du reportage local « pour une série de reportages forts révélant les traitements pervers, punitifs et cruels infligés aux victimes d'agression sexuelle au sein de l'université Brigham-Young, l'une des institutions les plus puissantes de l'Utah ».
En mai 2018, la Tribune se sépare d'un tiers de ses journalistes, passant d'une rédaction de 90 à 56 personnes. La raison invoquée était la baisse de revenus due à une circulation en baisse et à de faibles revenus publicitaires en ligne.
En novembre 2019, le fisc américain autorise The Salt Lake Tribune, Inc. a devenir une association à but non lucratif. Ce changement de statut permet au journal de lever des fonds via la philanthropie. Le journal prévoit ainsi de lever 2 millions de dollars en 2020, tout en créant la Utah Journalism Foundation, qui doit permettre de financer The Salt Lake Tribune et d'autres structures. Il s'agit du premier journal à effectuer ce changement aux Etats-Unis.